# Sacajawea

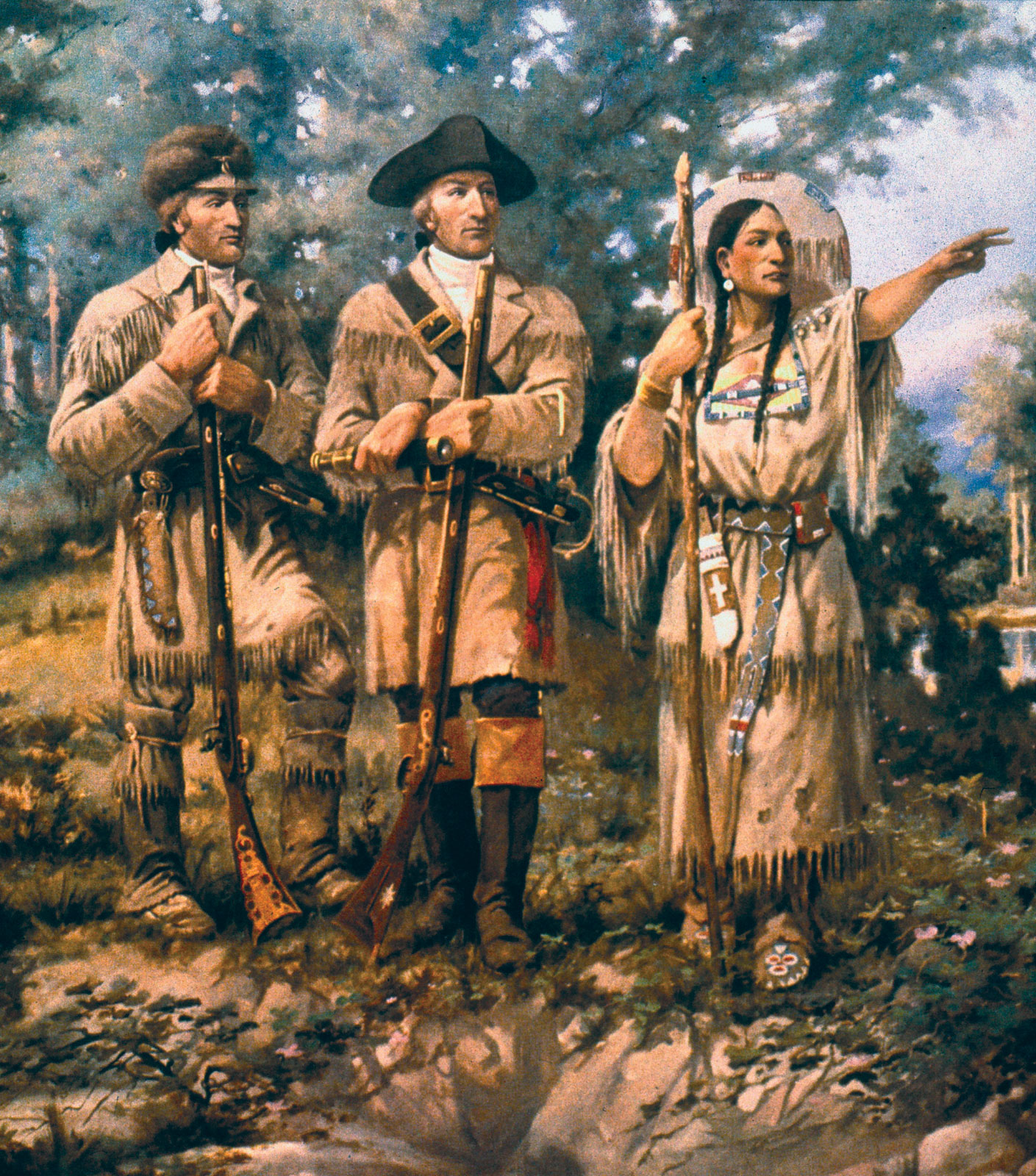
Sacajawea împreună cu Lewis și Clark

Sacajawea (Sakakawea, Sacagawea; pronunțat [sɑkaːʒəwiːə], v. AFI, n. 20 dec 1788 – d. 1812 -disputat) a fost o femeie de origine amerindiană din tribul Shoshone. A însoțit pe Meriwether Lewis și William Clark în faimoasa lor expediție, lucrând pentru ei ca translator și ghid. Între anii 1804 și 1806 a călătorit mii de kilometri, din Dakota de Nord până la Oceanul Pacific.
Sunt puține surse istorice sigure legate de Sacajawea. Ea a ajuns să joace un rol important în mitologia ce îi înconjoară pe Lewis și Clark în cultura americană.